# Въведение Богородично (Брезница)
Вижте пояснителната страница за други значения на Въведение Богородично.
„Света Неделя“, прекръстена по-късно на „Въведение на Пресвета Богородица“ (на македонска литературна норма: „Света Недела“, „Воведение на Пресвета Богородица“), е средновековна църква, изградена в края на Х - началото на ХІ век в поречкото село Брезница, Северна Македония. Църквата е обновена в ХІV век, откогато е и долният слой на откритите фрески. Спомената е във Виргинската грамота за манастира „Свети Георги“ в Скопие на крал Стефан II Милутин от 1300 година.
При създаването на изкуственото езеро Козяк в ХХ век и изселването на населението от Здуние, за да бъде спасен, храмът е преместен. Между 2000 и 2003 година със стария материал и с вграждане на старите фрески, новата, идентична със старата сграда, е издигната край село Брезница на дясната страна на реката Треска. Църквата е част от Бродското архиерейско наместничество на Дебърско-Кичевската епархия на Македонската православна църква – Охридска архиепископия.